# Аральська міська адміністрація
Ара́льська міська адміністрація (каз. Арал қаласы әкімдігі, рос. Аральская городская администрация) — адміністративна одиниця у складі Аральського району Кизилординської області Казахстану. Адміністративний центр та єдиний населений пункт — місто Аральськ.
Населення — 36004 особи (2021; 29987 у 2009, 30347 у 1999, 30801 у 1989).
Станом на 1989 рік існувала Аральська міська адміністрація (місто Аральськ).